# Santa Bárbara (Salta)
Santa Bárbara es un pequeño paraje rural ubicado sobre la RN 40 en el departamento Cafayate, provincia de Salta, Argentina.
Constituye un paraje con un microclima propio, lo determina el Aº Santa Bárbara.
Es el Portal de la Ruta Provincial 162 que recorre 25 km hacia el naciente.
Se encuentra en Santa Bárbara una Área Protegida ecológicamente. Allí se encuentran extraordinarios exponentes de huellas paleontológicas y restos fósiles.
Se cultivan viñas, nogales y se crían cabras, llamas y equinos.
Es una región con abundantes y antiguos árboles de algarrobo (Prosopis chilensis), cuyos frutos se procesan en harinas tostadas, sucedáneas del cacao.

## Defensa Civil

### Sismicidad
La sismicidad del área de Salta es frecuente y de intensidad baja, y un silencio sísmico de terremotos medios a graves cada 40 años.
- Sismo de 1930: aunque dicha actividad geológica catastrófica, ocurre desde épocas prehistóricas, el terremoto del 24 de diciembre de 1930 (94 años),[2] señaló un hito importante dentro de la historia de eventos sísmicos jujeños, con 6,4 Richter. Pero nada cambió extremando cuidados y/o restringiendo códigos de construcción.[1]
- Sismo de 1948: el 25 de agosto de 1948 (76 años) con 7,0 Richter, el cual destruyó edificaciones y abrió numerosas grietas en inmensas zonas[2][1]
- Sismo de 2010: el 27 de febrero de 2010 (15 años) con 6,1 Richter